# Juul Respen
Juul Respen (Geldrop, 21 oktober 1998) is een Nederlandse voetballer die doorgaans als aanvallende middenvelder of centrumspits speelt.

## Clubcarrière
Respen doorliep de jeugdopleiding van VVV-Venlo, dat hem met ingang van het seizoen 2016/17 overhevelde naar het eerste elftal. Hij maakte op 4 november 2016 op achttienjarige leeftijd zijn competitiedebuut, tijdens een wedstrijd in de Eerste divisie thuis tegen FC Dordrecht (3-1). Hij viel in voor Vito van Crooij. Na afloop van zijn debuutjaar kreeg hij de Jan Klaassens Award uitgereikt, de jaarlijkse onderscheiding van VVV voor het grootste talent uit eigen jeugdopleiding. VVV promoveerde in 2017 naar de Eredivisie. De jonge aanvaller kreeg geen speeltijd meer en verkaste eind januari 2018 op amateurbasis naar Helmond Sport. Anderhalf jaar later tekende hij daar een profcontract voor twee seizoenen, met een optie voor nog één jaar. Die optie werd niet gelicht. Respen zei het het profvoetbal vaarwel en verkaste in 2021 naar derdedivisionist EVV. Ondanks een doelpunt van Respen in de playoffs degradeerde EVV aan het eind van seizoen uit de Derde divisie. In de zomer van 2022 verruilde hij EVV voor UNA.

## Trivia
Hij is een jongere broer van Stan Respen die in het verleden ook deel uitmaakte van de VVV-selectie.

### Statistieken
| Seizoen         | Club            | Competitie      | Competitie | Competitie | Beker | Beker | Overig | Overig | Totaal | Totaal |
| Seizoen         | Club            | Competitie      | Wed.       | Dlp.       | Wed.  | Dlp.  | Wed.   | Dlp.   | Wed.   | Dlp.   |
| --------------- | --------------- | --------------- | ---------- | ---------- | ----- | ----- | ------ | ------ | ------ | ------ |
| 2016/17         | VVV-Venlo       | Eerste divisie  | 1          | 0          | 0     | 0     | –      | –      | 1      | 0      |
| 2017/18         | VVV-Venlo       | Eredivisie      | 0          | 0          | 0     | 0     | –      | –      | 0      | 0      |
| 2017/18         | Helmond Sport   | Eerste divisie  | 0          | 0          | 0     | 0     | –      | –      | 0      | 0      |
| 2018/19         | Helmond Sport   | Eerste divisie  | 13         | 2          | 0     | 0     | –      | –      | 13     | 2      |
| 2019/20         | Helmond Sport   | Eerste divisie  | 14         | 0          | 1     | 0     | –      | –      | 15     | 0      |
| 2020/21         | Helmond Sport   | Eerste divisie  | 11         | 0          | 1     | 0     | –      | –      | 12     | 0      |
| 2021/22         | EVV             | Derde divisie   | 32         | 10         | 1     | 0     | 2      | 1      | 35     | 11     |
| 2022/23         | UNA             | Derde divisie   | 33         | 10         | 1     | 0     | –      | –      | 34     | 10     |
| 2023/24         | UNA             | Derde divisie   | 30         | 4          | 3     | 2     | –      | –      | 33     | 6      |
| 2024/25         | UNA             | Derde divisie   | 17         | 3          | 1     | 0     | –      | –      | 18     | 3      |
| Carrière totaal | Carrière totaal | Carrière totaal | 183        | 39         | 8     | 2     | 2      | 1      | 193    | 42     |

Bijgewerkt tot en met 26 december 2024.